# Ukraine au Concours Eurovision de la chanson 2010
L'Ukraine a participé au Concours Eurovision de la chanson 2010.

## Sélection

### Première finale
Une première finale nationale a été organisée le 6 mars 2010, lors de laquelle Vasyl Lazarovitch, choisi en interne par la chaine NTU, a interprété 5 chansons :
| # | Chanson                |
| - | ---------------------- |
| 1 | "Adrenalin"            |
| 2 | "I Know"               |
| 3 | "Shine Of Your Star"   |
| 4 | "Don’t Wanna Lose You" |
| 5 | "I Love You"           |

« I Love You » fut la chanson gagnante de cette première finale.
À la suite du changement de gouvernement en Ukraine et de la démission du directeur de la télévision publique NTU, une nouvelle finale nationale a été organisée le samedi 20 mars 2010. 67 interprètes ont été entendus par le jury national, et 20 ont été retenus pour participer à cette deuxième finale, dont Vasyl Lazarovitch.
C'est finalement la chanteuse Alyosha qui, après avoir terminé ex æquo avec Masha Subko, a été choisie par le jury pour représenter l'Ukraine. Vasyl Lazarovitch termine en septième position de ces sélections.
Cependant, au 21 mars 2010, il était encore incertain si Alyosha serait envoyée à l'Eurovision, car il a été découvert que sa chanson To be free en violerait le règlement, le titre ayant été publié en 2008. De même, il pourrait s'agir d'un plagiat d'une chanson de Linda Perry et Grace Slick, Knock me out.
Le 22 mars marque le délai de présentation des représentants de chaque pays par les diffuseurs. L'Ukraine étant le seul des 39 pays annoncés à être dans l'incapacité de présenter un artiste et une chanson, elle se voit infliger une amende par jour de retard.
Le 24 mars, l'Ukraine annonce qu'elle enverra bien Alyosha avec une nouvelle chanson, Sweet People.

### Participants aux deuxièmes sélections nationales
| #  | Artiste             | Chanson              | Points | Place |
| -- | ------------------- | -------------------- | ------ | ----- |
| 1  | Vitalij Kozlovskyj  | "I Love"             |        |       |
| 2  | Vasyl Lazarovitch   | "I Love You"         |        | 7     |
| 3  | SH & BB             | "Ne zhurys"          |        |       |
| 4  | Oleksij Matias      | "Anheli ne umyrayut" |        | 3     |
| 5  | Zaklyopky           | "Anybody Home?"      |        | 8     |
| 6  | Ivan Berezobskyj    | "No Doubt"           | 22     | 10    |
| 7  | Stereo              | "Ne sxody s uma"     | 22     | 10    |
| 8  | Iryna Rozenfeld     | "Forever"            |        | 6     |
| 9  | Shanis              | "Lechu k tebe"       |        |       |
| 10 | Max Barskyh         | "Belij voron"        |        |       |
| 11 | Vladislav Levytskyj | "Davaj, davaj"       |        |       |
| 12 | Miya                | "Vona"               |        |       |
| 13 | DaZzle Dreams       | "Emotion Lady"       |        |       |
| 14 | Masha Subko         | "Ya tebya lyublyu"   | 36     | 2     |
| 15 | Zlata Ognevych      | "Tiny Island"        | 30     | 5     |
| 16 | Mira Gold           | "Crazy Lady"         |        |       |
| 17 | Nataliya Valevska   | "Europe"             | 31     | 4     |
| 18 | Juliya Voice        | "Zavyazhy mne hlaza" |        |       |
| 19 | El Kravchuk         | "Fly To Heaven"      | 22     | 10    |
| 20 | Alyosha             | "To Be Free"         | 38     | 1     |